# Acsádi
Az Acsádi vagy Acsády régi magyar családnév, amely a származási helyre utalhat: Acsád (Vas vármegye), Nagyacsád (Veszprém vármegye), Nyíracsád (Hajdú-Bihar vármegye).

## Híres Acsádi vagy Acsády nevű személyek
Acsádi
- Acsádi Rozália (1957) költő

Acsády
- Acsády Ádám Péter (1680 körül–1744) veszprémi püspök, főispán
- Acsády Ignác (1845–1906) történész, az MTA tagja
- Acsády Károly (1907–1962) író, újságíró